# ویولتا برمودز
ویولتا برمودز (انگلیسی: Violeta Bermúdez؛ زادهٔ ۱۲ اوت ۱۹۶۱) وکیل، نویسنده، دیپلمات اهل پرو است. وی از ۱۸ نوامبر ۲۰۲۰ نخست‌وزیر پرو است.
او پنجمین زنی است که در تاریخ این کشور به مقام نخست‌وزیری می‌رسد.